# Барбанегр, Жан
Жан Батист Барбанегр (фр. Jean Baptiste Barbanègre; 14 марта 1775 — 14 октября 1806) — французский военный деятель, полковник (1805 год), участник революционных и наполеоновских войн.

## Биография
Родился в семье Поля Барбанегра (фр. Paul Barbanègre) и Элизабет Фуше (фр. Elisabeth Fouchet), младший брат генерала Жозефа Барбанегра.
Начал военную карьеру 8 марта 1793 года рядовым в 22-м конно-егерском полку. Участвовал в сражениях на Пиренеях, затем — в составе Итальянской армии генерала Бонапарта в кампании 1796—1797 годов. В мае 1796 года при взятии Кремоны тяжело ранен. Отличился в сражениях при Арколе и Риволи. В мае 1797 года получил звание лейтенанта и переведён в роту гидов Бонапарта.
В 1798 году — в Восточной армии, участвовал в Египетской экспедиции. В 1799 году получил звание капитана.
В 1800 году определён в полк конных гренадеров гвардии Консулов, участвовал в Итальянской кампании. 14 июня 1800 года в сражении при Маренго получил ранение, за проявленную храбрость награждён Почётной саблей.
С 23 сентября 1800 года — первый адъютант генерала Бессьера, принял с ним участие в Австрийской кампании 1805 году, и отличился в сражении при Аустерлице.
В конце 1805 года получил звание полковника и возглавил 9-й гусарский полк, с которым в 1806 году принял участие в Прусской кампании. 14 октября 1806 года в сражении при Йене убит пулей.
По приказу Наполеона останки полковника были перевезены в Военный госпиталь гвардии в Париже, также сохранился приказ о сооружении статуи Барбанегра на Площади Согласия, но проект реализован не был. В 1816 году тело выставлено на всеобщее обозрение в кабинете анатомии Медицинской школы; в 1818 году останки переданы родственником и захоронены на кладбище Понтака.

## Воинские звания
- Младший лейтенант (8 октября 1793 года);
- Лейтенант (9 мая 1797 года);
- Капитан (12 января 1799 года);
- Капитан гвардии (3 января 1800 года);
- Командир эскадрона (13 октября 1802 года);
- Полковник (27 декабря 1805 года).

## Награды
- Легионер ордена Почётного легиона (11 декабря 1803 года)
- Офицер ордена Почётного легиона (14 июня 1804 года)
- Почётная сабля (22 июля 1800 года)